# Igor Koedelin
Igor Aleksandrovitsj Koedelin (Russisch: Игорь Александрович Куделин) (Taganrog, 8 augustus 1972), is een voormalig professionele basketbalspeler die speelde voor het nationale team van Rusland. Hij heeft de medaille gekregen van Meester in de sport van Rusland en de Medaille voor het dienen van het Moederland.

## Carrière
Koedelin begon zijn profcarrière bij CSKA Moskou in 1991. Met CSKA werd Koedelin negen keer landskampioen van Rusland in 1992, 1993, 1994, 1995, 1996, 1997, 1998, 1999, 2000. In 2002 stapte Koedelin over naar UNICS Kazan. Een jaar later in 2003 verliet Koedelin UNICS en vertrok naar Lokomotiv Rostov. Met Lokomotiv haalde Koedelin de finale om de EuroCup Challenge in 2005. In 2006 keerde Koedelin terug naar UNICS Kazan. In 2007 ging Koedelin naar BK Prostějov in Tsjechië. In 2007 stopte Koedelin met basketballen.

## Erelijst
- Landskampioen Rusland: 9
  - Winnaar: 1992, 1993, 1994, 1995, 1996, 1997, 1998, 1999, 2000
  - Tweede: 2007
  - Derde: 2003
- Bekerwinnaar Rusland: 1
  - Winnaar: 2003
  - Runner-up: 2007
- EuroCup Challenge:
  - Runner-up: 2005
- Wereldkampioenschap:
  - Zilver: 1998
- Europees Kampioenschap:
  - Brons: 1997